# Nowe Łąki
Nowe Łąki est une localité polonaise de la gmina de Pielgrzymka, située dans le powiat de Złotoryja en voïvodie de Basse-Silésie.